# زبورووک (استان اشوی‌داشکسیه)
زبورووک (به لهستانی: Zborówek) یک منطقهٔ مسکونی در لهستان است که در گمینا پاتسانوو واقع شده‌است. زبورووک ۱۵۵ نفر جمعیت دارد.